# Β-لاکتوگلوبولین
β-لاکتوگلوبولین (BLG) پروتئین اصلی آب پنیر شیر گاو و گوسفند (~۳ گرم در لیتر) است و در بسیاری از گونه‌های پستانداران دیگر(به جز انسان) نیز وجود دارد. ساختار، خواص و نقش زیستی آن بارها مورد بررسی قرار گرفته‌است. β-لاکتوگلوبولین به عنوان یک آلرژن شیر در نظر گرفته می‌شود.

## همچنین ببینید
- کازئین